# Johann Friedrich Kästner
Johann Friedrich Kästner, auch Kestner (* 13. August 1749 in Weimar; † 1812 ebenda (?)) war Pagenhofmeister in Weimar.
Zunächst war Kästner Hauslehrer in Barchfeld. Dann war Kästner der Hofmeister der Knaben des Oberstallmeisters Josias von Stein und der Charlotte von Stein, seit 1880 war er Pagenhofmeister oder Pageninformator in Weimar. Die Bezeichnung Pageninformator findet sich auch in einem Brief Goethes an Charlotte von Stein vom 28. Juni 1780.
Kästner wurde Hofrat in Weimar. In der Eigenschaft hatte ihn der Maler Ernst Christian Specht porträtiert. Den Erinnerungen von Karl von Stein folgend war Kästner von der Art Goethes regelrecht entzückt. Diese auf die Jahre 1775 und 1776 bezogenen Erinnerungen hinterließ Stein aber erst nach 1832, also nach Goethes Tod. Auch Fritz von Stein hinterließ seine Erinnerungen. Auch Christoph Wilhelm Hufeland hinterließ in seiner Autobiographie eine ähnlich lautende Schilderung. Seine Frau Charlotte Sophie Augusta Kästner geb. Eysert gebar ihm Caroline Kästner (geb. 1794) und Johann [Ernst] Gottlieb Kästner (geb. 1791), der auch Spielkamerad August von Goethes war. Die Kästners waren im Briefwechsel Goethes mit seiner Frau Christiane von Goethe mehrfach genannt. Kästner hatte offenbar auch poetische Neigungen. Unter dem Namen Ernst Kästner brachte der Sohn den poetischen Nachlass seines Vaters 1822 heraus. So jedenfalls sind die Angaben zu diesem Titel in der Deutschen Nationalbibliothek. Im Register zu Goethes Gesprächen steht er als „Johann Ernst Gottlieb Kästner“, der als Schulmann bezeichnet wird.
Kästner war Erster Professor des Weimarer Gymnasiums. Er war Nachfolger von Johann Karl August Musäus.
Kästner gehörte zu den Illuminati mit dem Code-Namen Amasis.

## Kästners Werke
- Ausgewählte Blätter aus dem poetischen Nachlass des Professors Johann Friedrich Kästner in Weimar, herausgegeben von dem Sohne [Ernst Kästner], Verlag Heinze, Görlitz 1822.